# Melanomma
Melanomma — рід грибів родини Melanommataceae. Назва вперше опублікована 1870 року.
Ймовірно, рід еволюціонував від предка лишайника, оскільки тісно пов’язаний з багатьма лишайниковими видами грибів.